# Nothobranchius furzeri
Nothobranchius furzeri – gatunek słodkowodnej ryby z rzędu karpieńcokształtnych. Osiągają 6,5 cm długości. Występują w południowo-wschodnim Zimbabwe. Gatunek rzadki i zagrożony z powodu utraty siedlisk i zanieczyszczania zbiorników wodnych, np. poprzez spryskiwanie pól uprawnych środkami owadobójczymi.